# Чемпіонат України з футболу серед жінок 2010: вища ліга
Чемпіонат України з футболу 2010 року серед жінок — 19-й чемпіонат України з футболу, який проводився серед жіночих колективів. Турнір стартував 2 травня, а завершився 13 листопада 2010 року. Звання чемпіона України завоювала чернігівська «Легенда» (6-е за рахунком). Найкращим бомбардиром чемпіонату стала Ганна Мозольська з харківського «Житлобуду-1», яка в 13 матчах відзначилася 20 голами.

## Учасники
У чемпіонаті в 2010 році брали участь 9 команд. Після річної перерви до турніру повернулися одеська «Чорноморочка» й херсонська «Южанка».
| Клуб         | Місто                         |
| ------------ | ----------------------------- |
| Атекс        | Київ                          |
| Донеччанка   | Донецьк                       |
| Житлобуд-1   | Харків                        |
| Іллічівка    | Маріуполь                     |
| Легенда      | Чернігів                      |
| Родина-Ліцей | Костопіль, Рівненська область |
| Чорноморочка | Одеса                         |
| Южанка       | Херсон                        |
| Ятрань-Базис | Уманський район               |

## Турнірна таблиця
Команда «Южанка-Майстер» (Херсон) знялася по ходу чемпіонату. У матчах з нею всім командам були присуджені технічні перемоги (+:-).
| М | Команда                        | І  | В  | Н | П  | РМ    | О  |
| - | ------------------------------ | -- | -- | - | -- | ----- | -- |
| 1 | «Легенда» (Чернігів)*          | 14 | 11 | 2 | 1  | 70−6  | 35 |
| 2 | «Житлобуд-1» (Харків)          | 14 | 9  | 4 | 1  | 78−5  | 31 |
| 3 | «Іллічівка» (Маріуполь)        | 14 | 9  | 4 | 1  | 24−9  | 31 |
| 4 | «Донеччанка» (Донецьк)         | 14 | 6  | 3 | 5  | 29−17 | 21 |
| 5 | «Атекс» (Київ)                 | 14 | 4  | 2 | 8  | 22−45 | 14 |
| 6 | «Ятрань-Базис» (Уманський р-н) | 14 | 4  | 0 | 10 | 16−52 | 12 |
| 7 | «Родина-Ліцей» (Костопіль)     | 14 | 3  | 2 | 9  | 17−42 | 11 |
| 8 | «Чорноморочка» (Одеса)         | 14 | 1  | 1 | 12 | 11−91 | 4  |
| 9 | «Южанка-Мастер» (Херсон)**     | 0  | 0  | 0 | 0  | 0−0   | 0  |

Примітка: * Кваліфікаційний раунд Ліги чемпіонів УЄФА
- ** Знялася по ходу чемпіонату

## Результати матчів
| Команда                           | ЛЕГ  | ЖБ1  | ІЛЧ | ДОН | АТЕ  | ЯТР  | РОД | ЧРН  | ЮЖН |
| --------------------------------- | ---- | ---- | --- | --- | ---- | ---- | --- | ---- | --- |
| 1. «Легенда» (Чернігів)           |      | 2:1  | 0:0 | 3:1 | 8:0  | 9:0  | 7:1 | 13:0 | +:- |
| 2. «Житлобуд-1» (Харків)          | 1:1  |      | 1:1 | 5:0 | 10:0 | 13:0 | 4:0 | 19:0 | +:- |
| 3. «Іллічівка» (Маріуполь)        | +:-  | 0:0  |     | 1:0 | 3:0  | +:-  | 2:0 | 5:0  | +:- |
| 4. «Донеччанка» (Донецьк)         | 0:1  | 1:1  | 3:2 |     | 2:1  | 4:0  | 5:1 | 7:1  | +:- |
| 5. «Атекс» (Київ)                 | 1:6  | 0:3  | 2:3 | 1:1 |      | 2:0  | 3:1 | 6:2  | +:- |
| 6. «Ятрань-Базис» (Уманський р-н) | -:+  | 0:4  | 2:3 | 0:5 | 3:2  |      | 4:0 | 4:1  | +:- |
| 7. «Родина-Ліцей» (Костопіль)     | 1:5  | 0:6  | 1:1 | 0:0 | 1:2  | 7:0  |     | +:-  | +:- |
| 8. «Чорноморочка» (Одеса)         | 0:15 | 0:10 | 0:3 | +:- | 2:2  | 2:3  | 3:4 |      | +:- |
| 9. «Южанка-Мастер» (Херсон)       | -:+  | -:+  | -:+ | -:+ | -:+  | -:+  | -:+ | -:+  |     |

## Найкращі бомбардири
| # | Футболіст         | Команда               | Голи (пен.) | Матчі |
| - | ----------------- | --------------------- | ----------- | ----- |
| 1 | Ганна Мозольська  | «Житлобуд-1» (Харків) | 20 (1)      | 13    |
| 2 | Світлана Фрішко   | «Житлобуд-1» (Харків) | 18          | 11    |
| 3 | Оксана Яковишин   | «Легенда» (Чернігів)  | 15          | 12    |
| 4 | Юлія Корнієвець   | «Легенда» (Чернігів)  | 14          | 12    |
| 5 | Ольга Мелконянц   | «Легенда» (Чернігів)  | 11 (2)      | 12    |
| 6 | Ольга Басанська   | «Житлобуд-1» (Харків) | 7           | 14    |
| 7 | Марина Масальська | «Житлобуд-1» (Харків) | 7           | 8     |